# Список сражений Столетней войны
В данном списке представлены наиболее значимые сухопутные и морские сражения Столетней войны, в которых принимали участие Англия, Франция и их союзники с обеих сторон.
| Год       | Сражение                      | Победитель                                                    | Краткое описание и итоги |
| 1337      | Битва при Кадсане             | Англия                                                        | Второстепенное сражение начального этапа войны. |
| 1340      | Битва при Слейсе              | Англия                                                        | 24 июня английский флот Эдуарда III в морском сражении уничтожает союзный франко-генуэзский флот. Англия завоёвывает господство на море. |
| 1345      | Битва при Обероше             | Англия                                                        | Французская армия разгромлена в Гаскони англичанами. Укрепление влияния англичан в Гаскони. |
| 1346      | Битва при Креси               | Англия                                                        | 26 августа англичане наносят сокрушительное поражение французам в Пикардии. |
| 1346-1347 | Осада Кале                    | Англия                                                        | 1 августа 1347 года после длительной осады капитулирует крупный морской порт Кале. |
| 1350      | Битва при Винчелси            | Англия                                                        | Англичане разбивают союзный Франции кастильский флот |
| 1351      | Бой тридцати                  | Франция Бретань                                               | Поединок тридцати французских (бретонских) рыцарей против тридцати английских, в котором французы одерживают победу. |
| 1352      | Битва при Мороне              | Англия                                                        | Английские войска под командованием сэра Уолтера Бентли разбивают французскую армию под командованием маршала Ги де Неля, что приводит к укреплению позиций англичан в Бретани.                                                                                   |
| 1356      | Битва при Пуатье              | Англия                                                        | Английские войска Эдуарда Чёрного принца наголову разбивают французскую армию. Французский король Иоанн Добрый попадает в плен. Франция на грани катастрофы. |
| 1364      | Битва при Оре                 | Англия Бретань (сторонники Жана де Монфора)                   | Уверенной победой англичан в битве при Оре завершается война за бретонское наследство. |
| 1367      | Битва при Нахере              | Англия Кастилия и Леон (сторонники Педро Жестокого) Аквитания | Эдуард Чёрный принц разбивает франко-кастильскую армию под Нахерой в Кастилии. |
| 1370      | Битва при Пон-Валлене         | Франция Бретань                                               | 4 декабря франко-бретонские войска наносят поражение англичанам. |
| 1372      | Битва при Ла-Рошели           | Франция Кастилия и Леон                                       | Франко-кастильский флот разбивает флот англичан. Англичане теряют превосходство на море. |
| 1382      | Битва при Роозбеке            | Франция Бургундия Бретань                                     | 27 ноября соединённые войска Франции, Бургундии и Бретани наносят поражение превосходившим их по численности фламандским войскам. |
| 1385      | Высадка французов в Шотландии | Англия                                                        | После укрепления позиций французов на море Жан де Вьен делает попытку высадиться в союзной французам Шотландии, однако терпит поражение от англичан |
| 1415      | Битва при Азенкуре            | Англия                                                        | 25 октября англичане под командованием короля Генриха V наносят сокрушительное поражение французам. |
| 1416      | Битва при Вальмонте           | Англия                                                        | Англичане разбивают численно превосходящую французскую армию под Вальмонтом, неподалёку от Арфлёра |
| 1417      | Битва на Сене                 | Англия                                                        | Английский флот герцога Бедфорда разбивает французскую флотилию в устье Сены |
| 1418—1419 | Осада Руана                   | Англия                                                        | длившаяся с 31 июля 1418 года по 19 января 1419 года осада завершилась капитуляцией города, имевшей катастрофические последствия для Франции (в общей сложности без боя сдались англичанам 27 городов). Англичане значительно укрепляют свои позиции в Нормандии. |
| 1419      | Битва при Ла-Рошели           | Кастилия и Леон                                               | Кастильский флот наносит поражение англо-ганзейскому флоту. |
| 1420      | Битва при Френэ               | Англия                                                        | Англичане разбивают крупную франко-шотландскую армию. |
| 1421      | Битва при Боже                | Франция Шотландия                                             | 22 марта франко-шотландское войско графа Бьюкена разбивает английскую армию герцога Кларенса. |
| 1423      | Битва при Краване             | Англия Бургундия                                              | 31 июля англо-бургундские войска наносят сокрушительное поражение франко-шотландским войскам. |
| 1423      | Битва при Бруссиньере         | Франция Бретань                                               | 26 сентября франко-бретонские войска разбивают английскую армию. |
| 1424      | Битва при Вернейле            | Англия                                                        | Союзные франко-шотландские войска терпят тяжёлое поражение от англичан. Шотландцы понесли существенные потери. |
| 1426      | Битва при Сен-Жак де Бёврон   | Англия                                                        | 6 марта англичане, осаждённые многократно превосходящими силами французов в городке Сен-Жак де Бёврон, в результате вылазки наносят поражение французам и снимают осаду.                                                                                          |
| 1427      | Битва при Монтаржи            | Франция                                                       | 5 сентября французские полководцы Жан де Дюнуа и Ла Гир наносят поражение англичанам. |
| 1428—1429 | Осада Орлеана                 | Франция                                                       | (12 октября 1428 — 8 мая 1429) Английские войска осаждают Орлеан, однако в результате успешных действий французских войск под руководством Жанны д’Арк вынуждены снять осаду и отступить.                                                                         |
| 1429      | Битва селёдок                 | Англия                                                        | Атака французов на английский обоз с продовольствием у деревни Руврэ под Орлеаном, вылившееся в сражение, получившее в истории название «Битва селёдок». Англичане одерживают победу.                                                                             |
| 1429      | Битва при Жаржо               | Франция                                                       | 12 июня французские войска Жанны д’Арк в наступательном сражении разбивают англичан |
| 1429      | Битва при Мен-сюр-Луар        | Франция                                                       | |
| 1429      | Битва при Божанси             | Франция                                                       | |
| 1429      | Битва при Пате                | Франция                                                       | 18 июня французские войска Жанны д’Арк наносят сокрушительное поражение английской армии. Половина англичан гибнет в бою, в плен к французам попадают английский командующий сэр Джон Тальбот.                                                                    |
| 1429      | Осада Труа                    | Франция                                                       | (5 — 10 июля) Город сдался войскам Карла VII и Жанны д’Арк. |
| 1429      | Осада Парижа                  | Англия Бургундия                                              | (26 августа — 13 сентября) Неудачная осада Парижа войсками Карла VII и Жанны д’Арк. |
| 1432      | Осада Шартра                  | Франция                                                       | 12 апреля французский полководец Жан де Дюнуа отбивает Шартр. |
| 1435      | Битва при Жерберуа            | Франция                                                       | 9 мая французские полководцы Ла Гир и Потон де Сентрайль наносят поражение англичанам. |
| 1436      | Взятие Парижа                 | Франция                                                       | (10 — 13 апреля) коннетабль Артур де Ришмон отбивает Париж. |
| 1440      | Осада Гарфлёра                | Англия                                                        | Английские войска Джона Тальбота отбивают Гарфлёр, удерживаемый французами. |
| 1449      | Осада Руана                   | Франция Бретань                                               | 29 октября франко-бретонские войска отбивают Руан. |
| 1450      | Битва при Форминьи            | Франция Бретань                                               | Коннетабль Артур де Ришмон и герцог Карл де Бурбон наносят поражение англичанам. |
| 1453      | Битва при Кастийоне           | Франция                                                       | Французы под руководством Жана Бюро наносят поражение английским войскам Джона Тальбота, который погиб в сражении. В победе французов решающее значение сыграла артиллерия.                                                                                       |